# 老埤
老埤，是臺灣屏東縣內埔鄉的一個傳統地域名稱，位於該鄉東部。相較於今日行政區，其範圍大致包括老埤村、中林村、東勢村東北部凸出部分的東北半部、龍泉村南半部、龍潭村南部。

## 歷史
台灣日治初期，老埤地區為一街庄，稱為「老埤庄」，隸屬於港西中里。該庄北與犁頭鏢庄為鄰，東與蕃地為鄰，東南邊及南邊為五溝水庄，西邊為內埔庄、新東勢庄、番仔厝庄。
1901年（日治明治三十四年）11月，全台設置二十廳，該庄隸屬於阿猴廳（1903年改稱阿緱廳）。1909年（明治四十二年）10月，合併二十廳為十二廳，該庄仍隸屬於阿緱廳。1920年（大正九年），廢十二廳改設五州二廳，該庄改制為「老埤」大字，隸屬於高雄州潮州郡內埔庄。
戰後內埔庄改制為內埔鄉，隸屬於高雄縣，大字亦改制為村。1950年高、屏分治，內埔鄉改隸屬於屏東縣。

## 聚落
該地區發展較早的聚落有老埤、番仔埔、檳榔林、早仔角等，在日治期初期的官方地圖上已有記載。

## 交通
- 縣道187號
- 縣道187甲線

## 學校
- 屏東科技大學

## 廟宇
- 老埤老祖祠

## 歷史文物
- 杜君英衣冠塚
- 奉憲封禁古令埔碑